# Bohémond V d'Antioche
Pour les articles homonymes, voir Bohémond.
Bohémond V de Poitiers mort en janvier 1252, comte de Tripoli et prince d'Antioche (1233-1252), fils de Bohémond IV d'Antioche et de Plaisance du Gibelet.
Comme son père, il se méfie de Ordre de Saint-Jean de l'Hôpital et de son voisin le royaume arménien de Cilicie, et préfère l'alliance avec l'Ordre du Temple.
Il épouse en premières noces en 1225 Alix de Champagne, régente de Chypre et de Jérusalem, mais ce mariage est annulé en 1227.
Il se remarie en secondes noces en 1235 à Lucienne de Segni, petite-nièce du pape Innocent III, et a :
- Bohémond VI (1237 - 1275) prince d'Antioche et comte de Tripoli ;
- Plaisance, (1236 - 1261), mariée en 1250 à Henri Ier de Chypre, puis en 1254 (mariage annulé en 1258) à Balian d'Ibelin, seigneur d'Arsouf (1239 - 1277).

Sous l'influence de sa seconde épouse, l'influence romaine augmente à Antioche et à Tripoli, au détriment des éléments latins et arméniens, ce qui inaugure une période de troubles.

## Sources
- René Grousset, L'Empire du Levant : Histoire de la Question d'Orient, Paris, Payot, coll. « Bibliothèque historique », 1949 (réimpr. 1979), 648 p. (ISBN 978-2-228-12530-7)